# Porphyrinia ragusoides
Porphyrinia ragusoides är en fjärilsart som beskrevs av Emilio Berio 1954. Porphyrinia ragusoides ingår i släktet Porphyrinia och familjen nattflyn. Inga underarter finns listade i Catalogue of Life.